# Johann Alexander Döderlein
Johann Alexander Döderlein (Bieswang, 11 febbraio 1675 – Weißenburg in Bayern, 23 ottobre 1745) è stato un archeologo, meteorologo e numismatico tedesco.
Uomo universale, si occupò di storia, archeologia, meteorologia, numismatica, nonché di ricerca linguistica e storia antica. Si occupò inoltre di pedagogia, filologia, onomastica, documentalistica musicale, teologia evangelica.

## Biografia
Johann Alexander proveniva da una stimata dinastia di consiglieri nobili di fede evengelico-luterana. Nacque nel 1675 in Bieswang nella Contea di Pappenheim, uno dei dodici figli del Pastore e Rettore Abraham Döderlein (1630–1693) e della di lui consorte Marie Döderlein, nata Lotzbeck, figlia del Borgomastro di Weißenburg. Secondo altre fonti era uno di nove figli. Egli crebbe a Dettenheim e Trommetsheim, dove suo padre era Parroco.
Egli frequentò la scuola di latino di Weißenburg, che rappresentava la maggiore scuola della città di Weißenburg, dove già suo padre fu rettore, e studiò dal 1693 all'Università di Altdorf presso, tra gli altri, Magnus Daniel Omeis e Johann Christoph Sturm, lingue orientali, filosofia, matematica e storia. Nel 1695 terminò i suoi studi. Dal 1696 viaggiò con il fratello Christian Ernst l'Europa; il viaggio li portò tra l'altro presso le Università di Jena, Halle, Lipsia e Wittenberg come a Berlino, Lubecca e Copenaghen. Nel 1699 ottenne il Magistero.

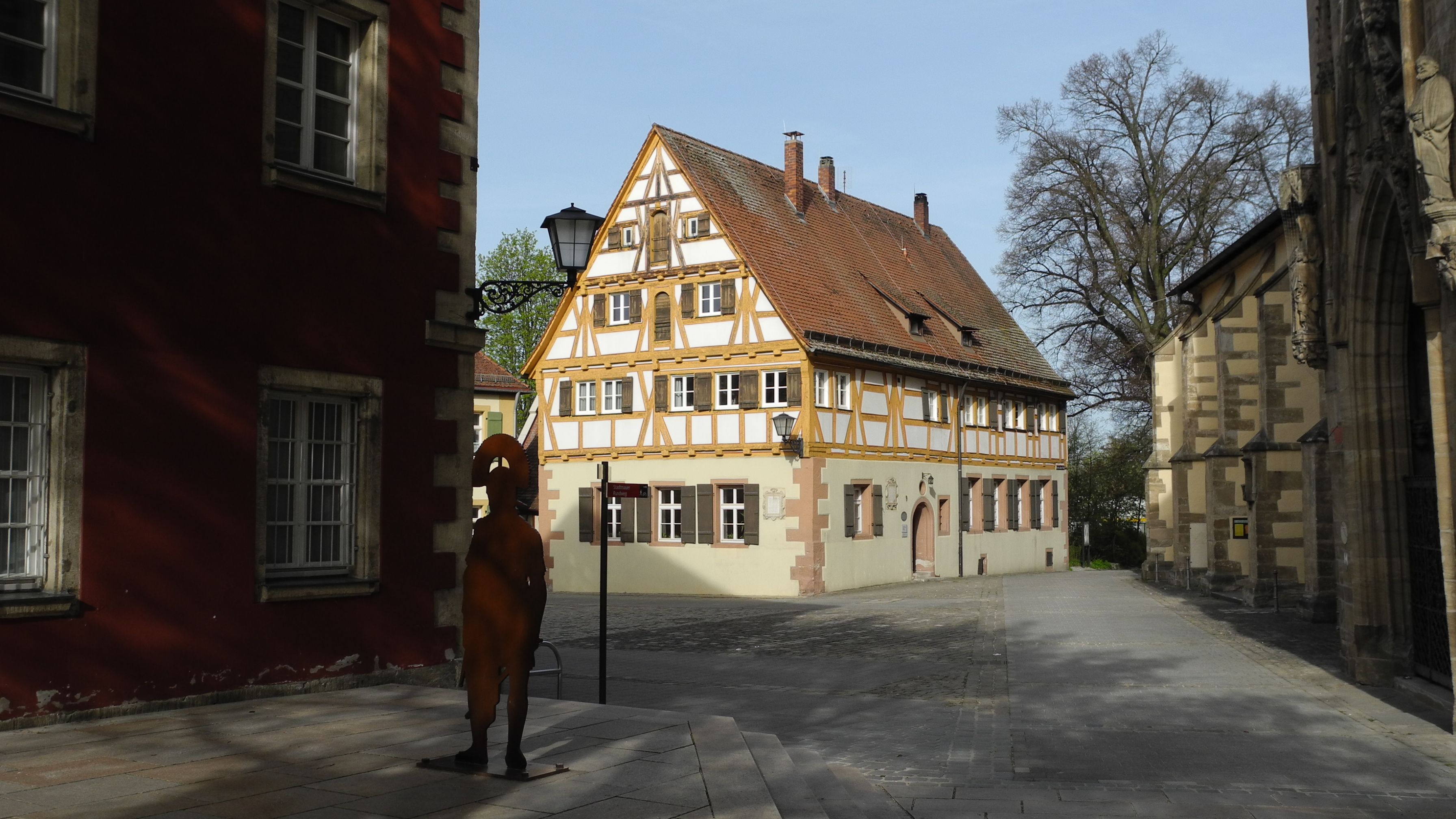
Fabbricato dell'antica Scuola di Latino di Weißenburg

Nel 1697 divenne incaricato della Scuola cittadina di Weißenburg. Dal 1703 fino al 1745 fu rettore della Scuola di Latino di Weißenburg come successore di Georg Michael Nudings. Tra gli altri il teologo Georg Michael Preu fu uno dei suoi allievi. Egli cooperò inoltre alla formazione del suo pronipote Johann Georg Döderlein, padre del teologo Johann Christoph Döderlein. Pubblicò nel 1707 un nuovo ordinamento scolastico. Nel 1726 divenne membro dell'Accademia Reale Prussiana delle Scienze e il 30 agosto 1728 con il soprannome accademico di Clitomachus membro della Leopoldina. Egli fu inoltre membro della Società Latina di Jena.
Fino alla fine della sua vita curò la continuità della Biblioteca Storica di Weißenburg. Sebbene Döderlein valesse come bibliofilo, si occupò appena dell'ampliamento della biblioteca.
Döderlein morì nel 1745 all'età di 70 anni a Weißenburg. Il suo ritratto, un dipinto di Johann Carl Zierl, si trova nel museo della città libera dell'Impero di Weißenburg.

## Matrimonio
Döderlein sposò Anna Caterina, nata Faulmüllerin, figlia di Georg Friedrich di Faulmüller. Dal matrimonio nacquero Eva Caterina e Johann Alexander.

## Opere

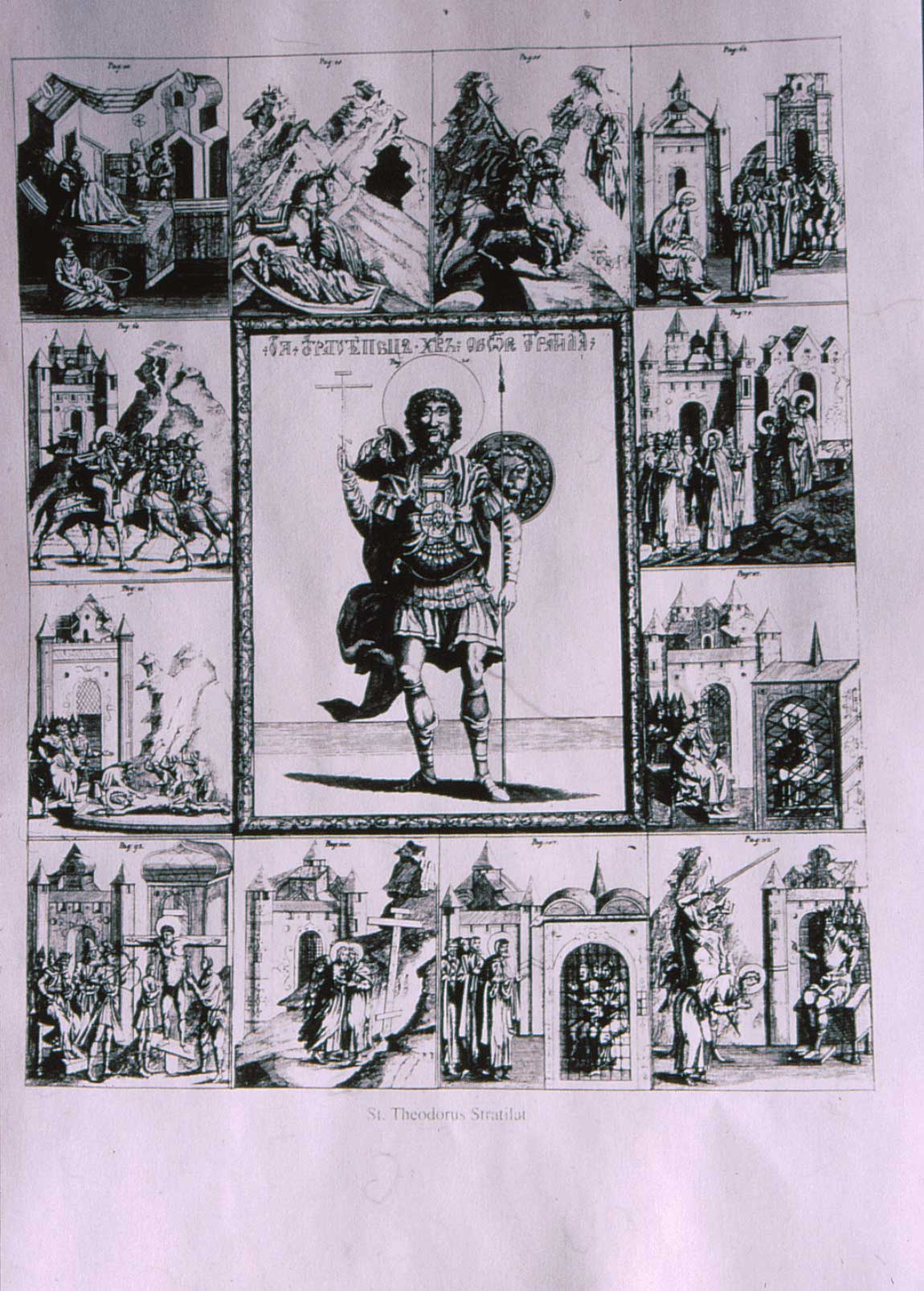
Agiografia di Döderlein sull'icona di Kalbensteinberg

Le opere di Döderlein sono all'incirca 50 scritti.
Egli raccontò per primo del corso del Limes germanico-retico nella zona di Eichstätt. Nel 1723 pubblicò la prima opera scientifica, che si occupava dell'allora confine chiamato ancora "Muro del Diavolo" e indicava il significato del confine come il primo esatto. Egli era autore della prima monografia su un'opera d'arte russa (Icona di san Teodoro di Eraclea nella Rieterkirche Santa Maria e Cristoforo a Kalbensteinberg). Pubblicò inoltre scritti di musica e sulle monete celtiche.
Döderlein si occupò principalmente di storia locale. Egli pubblicò tra l'altro scritti sulla Riforma della città imperiale di Weißenburg, sulla Fossa Carolina e il Pappenheim. La sua Weißenburger Chronik sulla storia della città di Weißenburg comparve postuma nel 1762. Come pseudonimo egli scelse una delle sue dissertazioni su Clitomaco. La sua tesi sull'anno di fondazione della Scuola latina di Weißenburg è oggi confutata.
- M. JO. ALEXANDRI DOEDERLINI Rect. Lycei Weissenb. Schediasma Historicum, IMPP. P. AEL. ADRIANI, & M. AVR. PROBI VALLVM ET MVRVM, vulgo Die Pfahl=Heck/ Pfahlrayn/ item, Die Teuffels=Mauer dictum, in Agris Nordgaviensibus, Bavaria citeriore, Episcopatu Aureatensi, seu Aichstadiensi, agris Ordinis Teutonici, Marchionatu Brandenburg. Onoldino, & adjacentibus terris Suevicis, non absque multa multorum admiratione conspiciendum, paucissimisque Historicorum notum; Historiae antiquae pariter & novae amatoribus perlustrandum exhibens. NORIMBERGAE, Sumtibus WOLFGANGI MAVRITII ENDTERI Haered. Typis Iohan. Ernesti Adelbulneri, 1723
- О АГ СТРАСТОТЕРПЕЦЪ ХВЪ ΘЕДωРЪ СТРАТИЛАТ. Santuario russo-slavo nel centro della Germania; Cioè: Il grande Santo e Martire PHEODOR STRATILAT o THEODORUS DUX, da una chiesa nobiliare di Kalbensteinberg sita non lontano da Weissenburg am Nordgau, ornata con antichissime tavole dipinte russe o slave con diversi Martirologi. Von M. Jo. ALEX. Döderlein. Rectore Lycei Weissenb. Nürnberg / Verlegte Wolfgang Moritz Endter, seel. Erben. Druckte / Joh. Ernst Adelbulner. 1724
- AD ILLUSTREM ET MAGNIFICUM VIRUM, DOMINUM LUCAM SCHROECKIUM, Med. D. Archiatrum & Comitem Palatinum Caesareum Splendidissimum, S. R. I. Nobilem, Academiae Leopold. Carolinae Imperialis Naturae Curiosorum Praesidem Celeberrimum, Augustae Vindelicorum Reip. Physicum, nec non Collegii ibidem Medici Seniorem & Vicarium perpetuum famigeratissimum, &c. Patronum atque Fautorem suum longe colendissimum, DISSERTATIO EPISTOLARIS, qua VIRO SUMMO In Ephemerid. Naturae Curiosorum A. III. Dec. II. praeeunte, sinistram vulgi & ipsorum Litteratorum quorundam de Generatione Patellarum, ceu dicuntur, Iridis, der Regenbogen-Schüsselein, earumque eximiis, ut falso jactantur, Virtutibus, opinionem & commenta examinat & confutat; EIDEMQVE DE DIE NATALI LXXXIII. auspicatissimo submisse ac pie gratutatur M. JO. ALEXANDER DOEDERLINUS, Reg. Maj. Borussicae Scient. Societ. Collega, nec non Lycei Weissenburgensis in Noricis Rector. Weissenburgi Noricorum, Litteris CAROLI MEYERI. (Weissenburg 1728)
- Commentatio historica de numis Germaniae mediae, quos vulgo bracteatos et cavos, vernacule Blech- und Hohl-Münzen… Nürnberg, Engelbrecht & Endter 1729 (Open Access urn:nbn:se:alvin:portal:record-339005)
- Cronaca di Weißenburg dagli anni 790 a 1700. Insieme a una breve descrizione dell'assedio del 1647; contributi alla storia della Franconia e dei luoghi confinanti, Bayreuth 1762. Weißenburg, 1986
- Ars canendi veterum et Cantores Weissenburgenses. 2 Bog. in fol. (Gerber 1. Becker 1, 177)
- Antiqvitates Gentilismi Nordgaviensis, Regensburg 1734